# كارل شيندلر
كارل شيندلر (بالألمانية: Carl Schindler)‏ هو رسام نمساوي، ولد في 23 أكتوبر 1821 في فيينا في النمسا، وتوفي في 22 أغسطس 1842 في Laab im Walde ‏ في النمسا بسبب سل.

## معرض صور

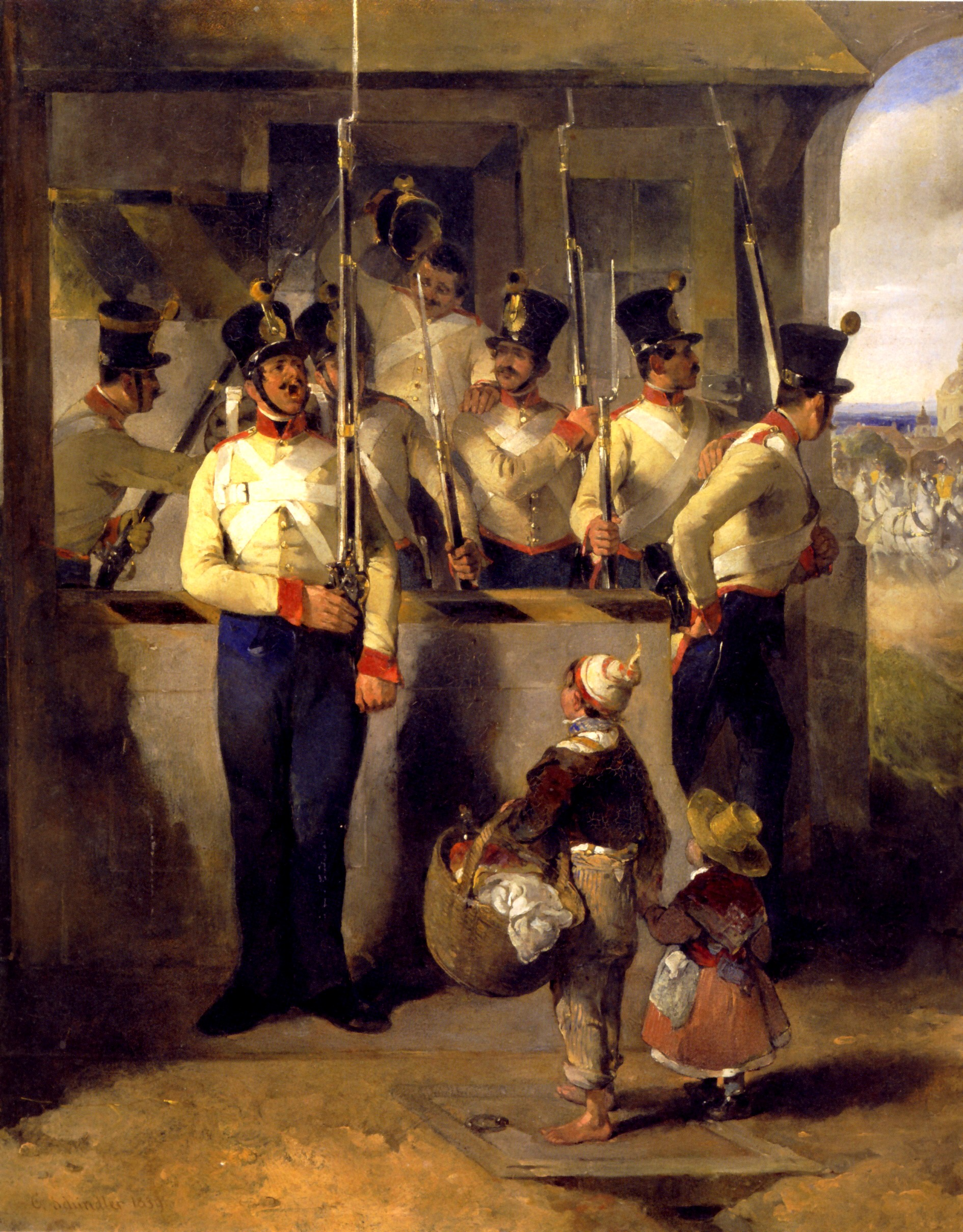
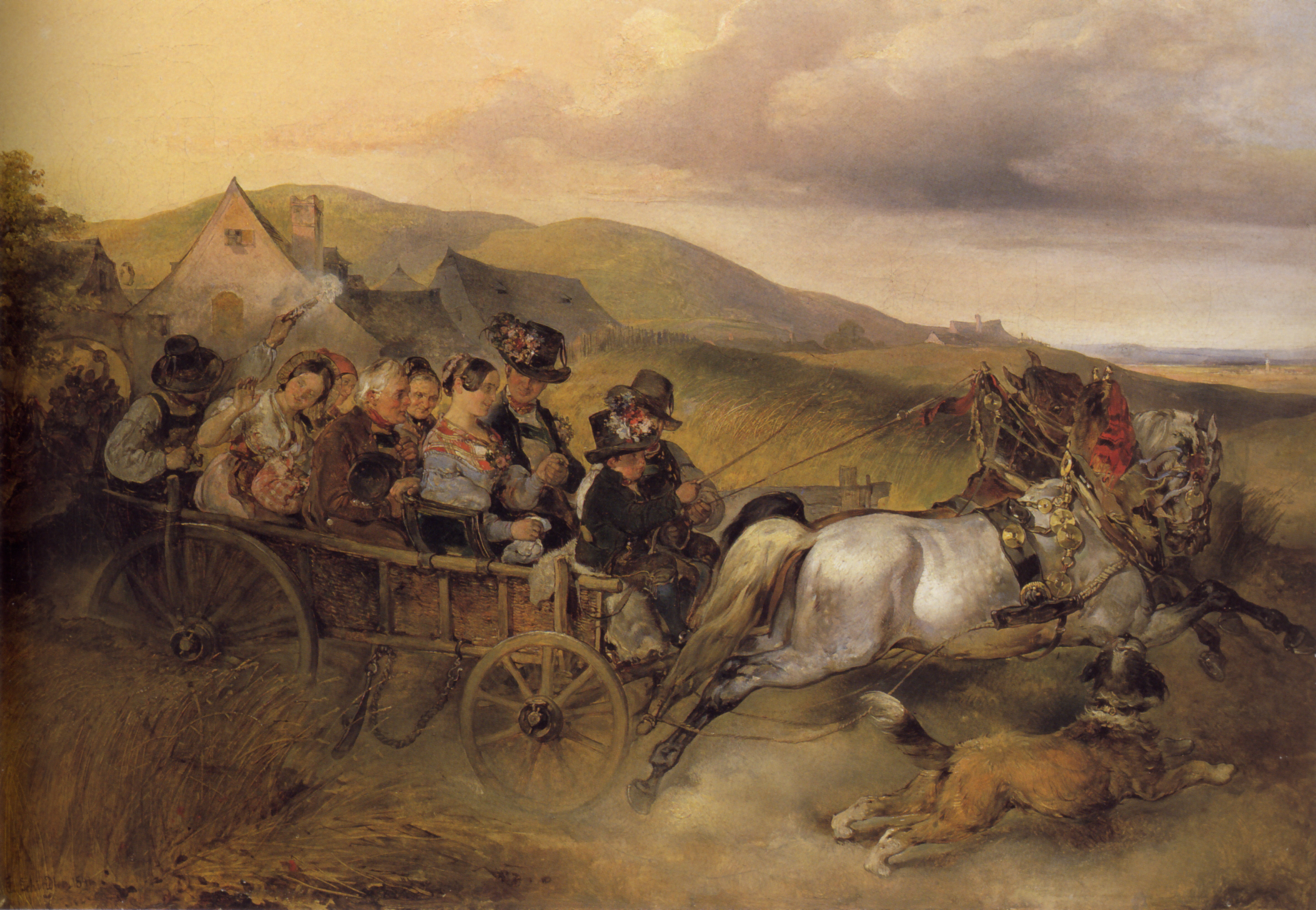
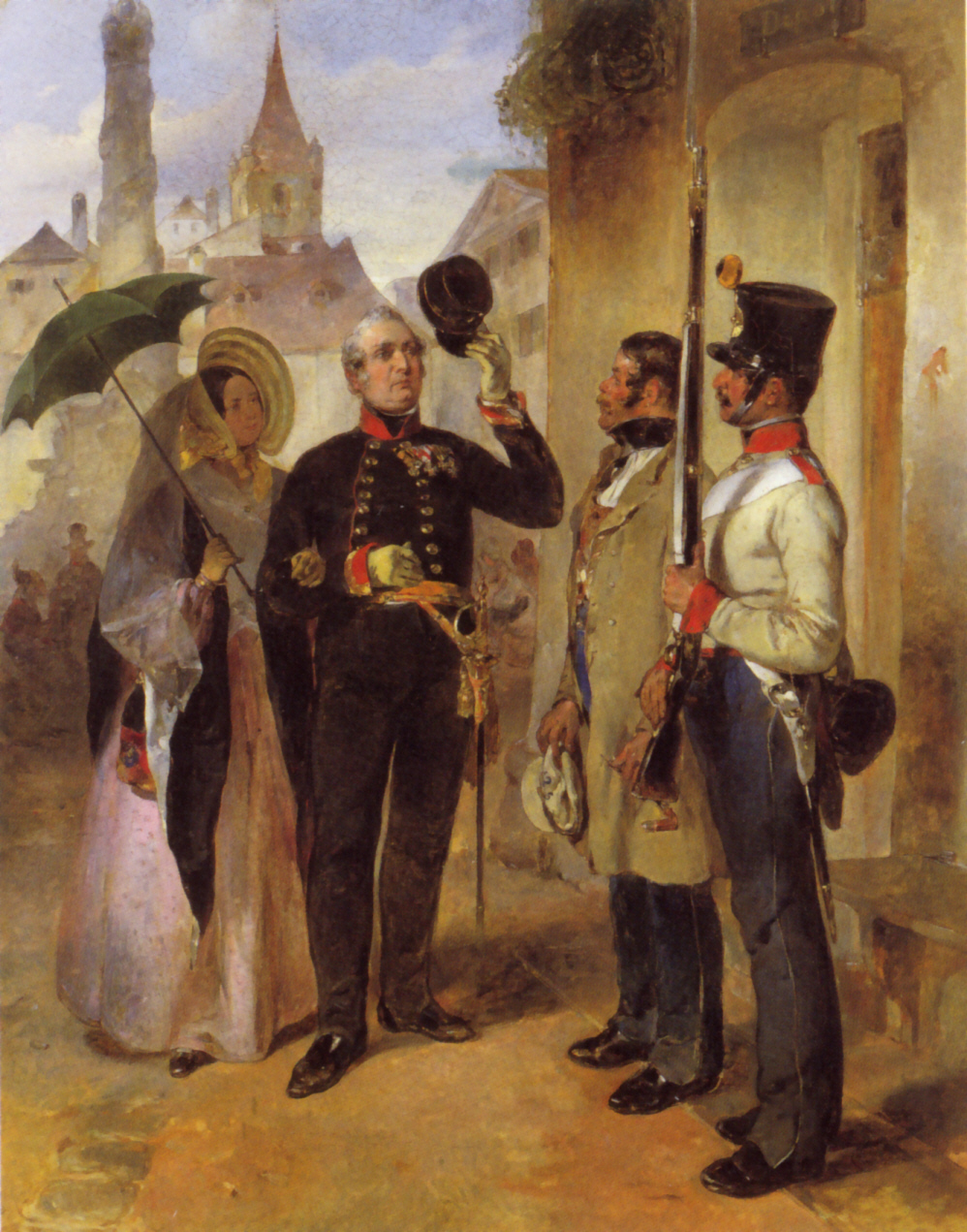
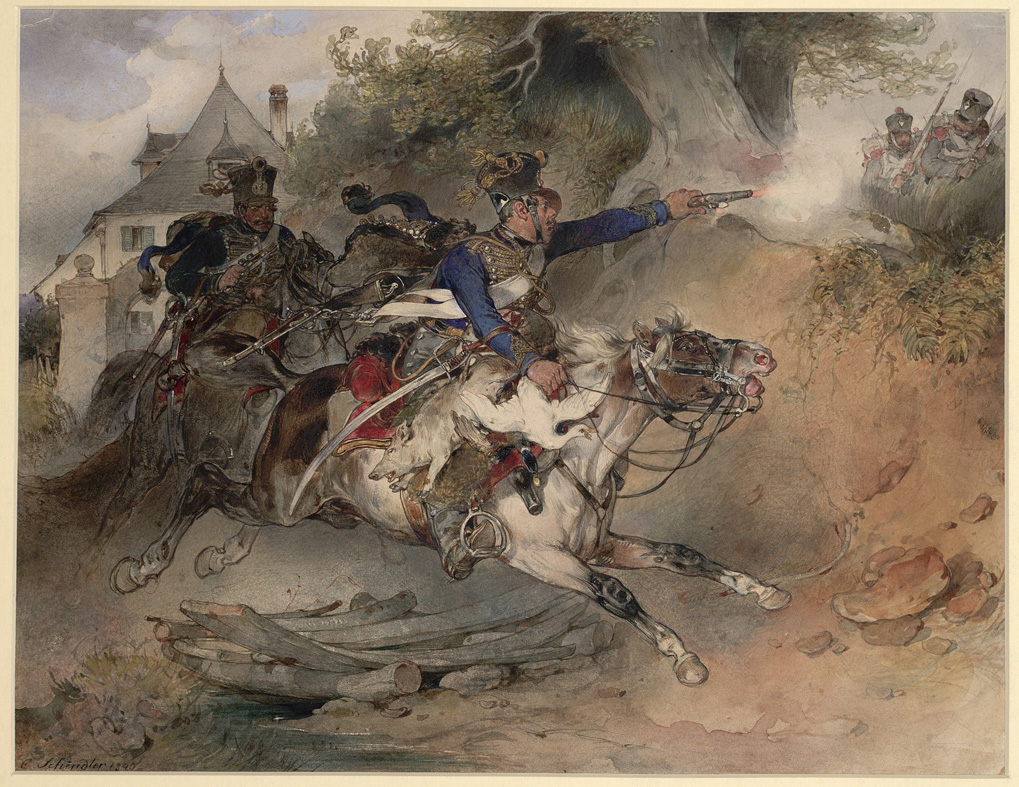